# Gazélec Football Club Ajaccio Volley-Ball 2020-2021
Questa voce raccoglie le informazioni riguardanti il Gazélec Football Club Ajaccio Volley-Ball nelle competizioni ufficiali della stagione 2020-2021.

## Organigramma societario
Area direttiva
- Presidente: Antoine Exiga

Area tecnica
- Allenatore: Frédéric Ferrandez
- Allenatore in seconda: Nikolai Kratchkovsky

## Rosa
| N° | Nome               | Ruolo | Data di nascita   | Nazionalità sportiva |
| -- | ------------------ | ----- | ----------------- | -------------------- |
| 1  | Ivan Kolev         | S     | 2 gennaio 1987    | Bulgaria             |
| 2  | Robin Overbeeke    | O     | 21 marzo 1989     | Paesi Bassi          |
| 4  | Clément Moracchini | P     | 18 marzo 2000     | Francia              |
| 5  | Quentin Jouffroy   | C     | 5 luglio 1993     | Francia              |
| 6  | Guillaume Quesque  | S     | 29 aprile 1989    | Francia              |
| 7  | Beau Graham        | C/O   | 17 aprile 1994    | Australia            |
| 8  | François Rebeyrol  | S     | 2 luglio 1999     | Francia              |
| 9  | Etienné Heuzé      | C     | 4 dicembre 2003   | Francia              |
| 10 | Emmanuel Ragondet  | L     | 6 giugno 1987     | Francia              |
| 11 | Rusmir Halilović   | P     | 17 luglio 1986    | Bosnia ed Erzegovina |
| 12 | Ramón Martínez     | S     | 12 settembre 1990 | Paesi Bassi          |
| 13 | José Romero        | O     | 5 gennaio 1999    | Cuba                 |
| 14 | Lucas Custos       | S     | 11 ottobre 2003   | Francia              |
| 15 | Maxime Roatta      | C     | 27 gennaio 1999   | Francia              |
| 16 | Paolo Aria         | S     | 16 marzo 2001     | Francia              |
| 19 | Jean-Maxime Sauret | C/O   | 20 luglio 2001    | Francia              |